# 1600-ті в театрі
1600-ті роки в театрі

## Події
- Протягом перших 10 років століття Вільям Шекспір значився у списках трупи лондонського театру «Глобус», який наперед тим став його пайовиком
- 6 березня 1600 року Джордж Кері, лорд-камергер Англії, приймає фламандського посла Людовіка Веррейкена в Hunsdon House в лондонському районі Блекфраєрс. Розвага складається з постановки п’єси Шекспіра «Генріх IV, частина 1» силами «Слуг лорда-камергера»
- у вересні 1600 року Річард Бербедж здає в оренду невикористаний театр Блекфрайарс Генрі Евансу та Натаніелю Джайлзу за 40 фунтів стерлінгів на рік. Еванс та Джайлз використовують це місце для виступів Дітей Капели. Джайлз набирає десятирічного Соломона Паві в свою акторську трупу

## Опубліковані п'єси
1600
- «Багато галасу з нічого»Вільяма Шекспіра — перше видання комедії in quarto
- «Венеційський купець» Вільяма Шекспіра — вийшло перше видання п'єси під заголовком «Найпрекрасніша історія про венеційського купця
- «Старий Фортунат» («Old Fortunatus») — фольклорно-лірична п'єса Томаса Деккера
- «Свято черевичка» («The Shoemaker's Holiday») — п'єса Томаса Деккера

1602
- «Біч сатирика» («Satiromastix») — п'єса Томаса Деккера — сатира на Бена Джонсона, яку ставили під час «війни театрів»

1604
- «Добродільна повія» («The Honest Whore») — п'єса Томаса Деккера

1608
- «Король Лір» Вільяма Шекспіра — вперше надрукована у першому кварто
- «Перикл» Вільяма Шекспіра

## Персоналії

### Народилися

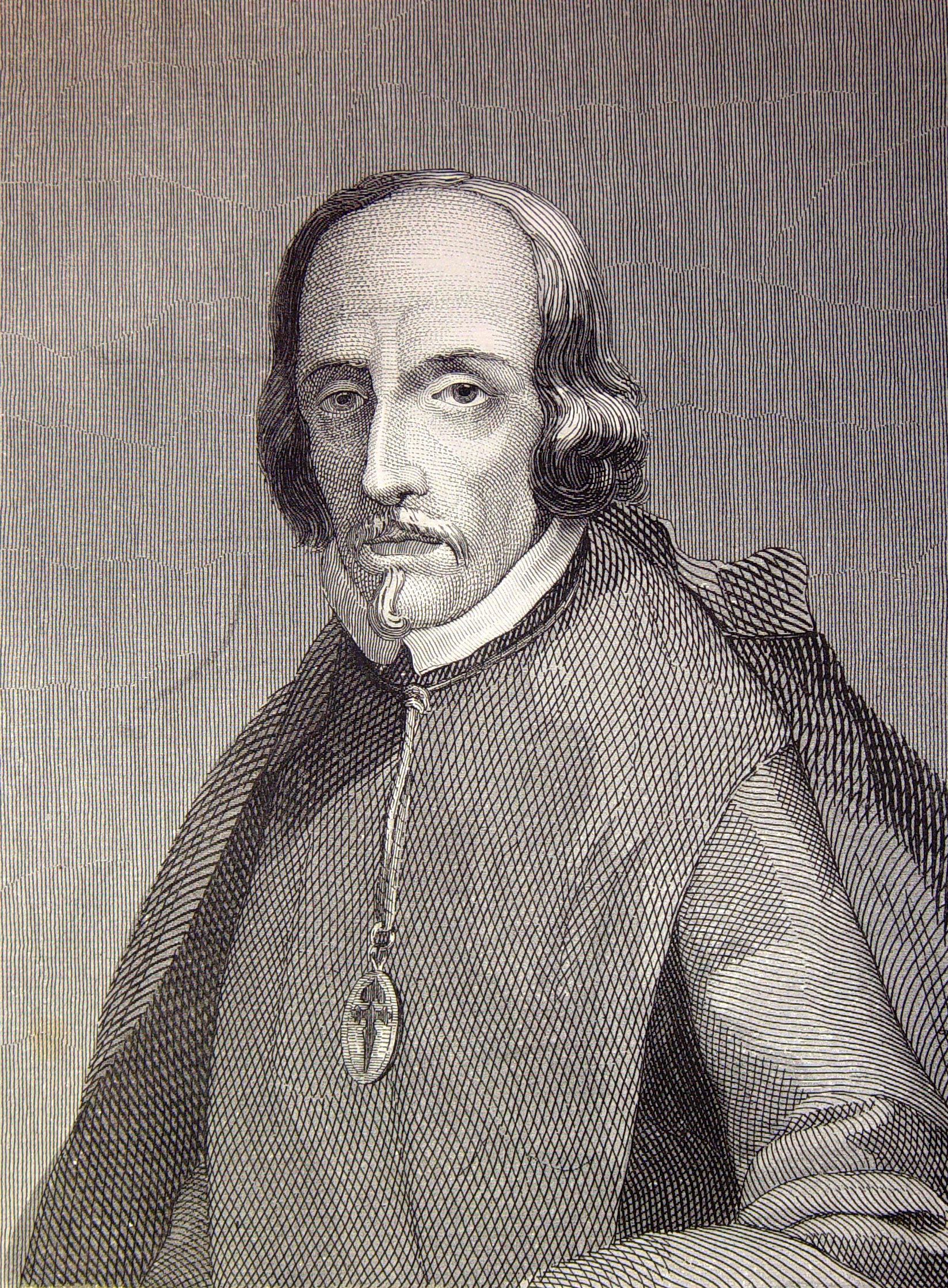
Педро Кальдерон
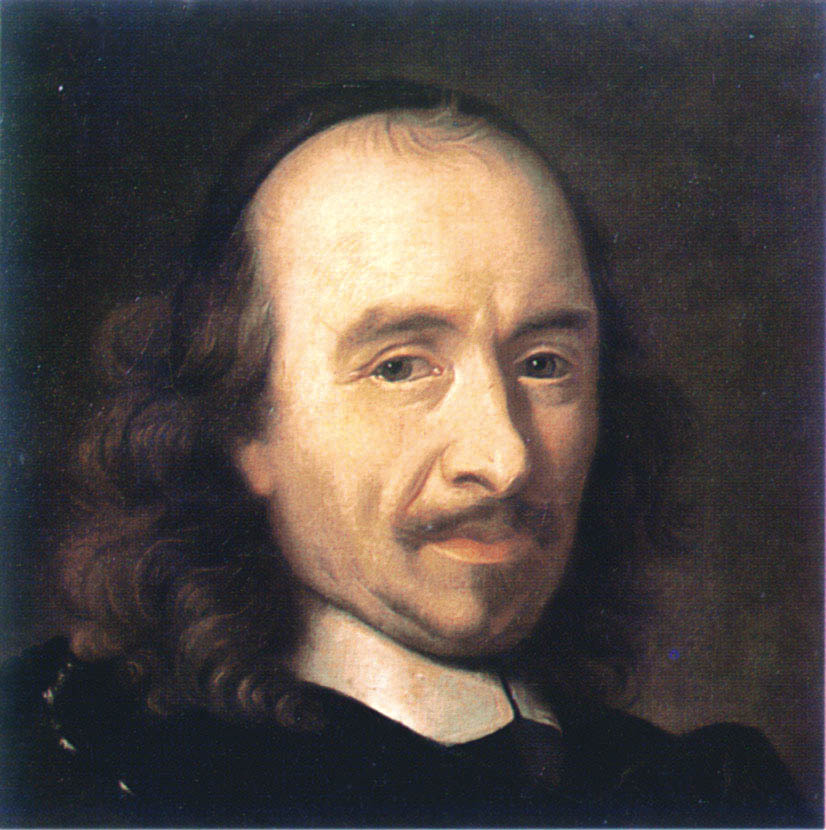
П'єр Корнель

1600
- 17 січня —
  -  Педро Кальдерон де ла Барка (м. Мадрид) — іспанський драматург та поет, священик

1606
- 6 червня —
  -  П'єр Корнель (м. Руан) — французький драматург, «батько французької трагедії», один із творців класицизму у французькій літературі